# Giải bóng đá vô địch quốc gia 2016 (kết quả chi tiết)
Dưới đây là kết quả các trận đấu tại Giải bóng đá vô địch quốc gia 2016.

## Vòng 1
| 20 tháng 2 năm 2016 | FLC Thanh Hóa                                      | 3-0 | Hà Nội T&T                                       | Sân vận động Thanh Hóa                         |  |
| 16:00               | Omar 2' (ph.đ.), 71' (ph.đ.) · Hoàng Đình Tùng 35' |     | Victor Manuel Ormazabal 2' · Nguyễn Xuân Nam 70' | Lượng khán giả: 14.000 Trọng tài: Trần Văn Lập |  |

| 20 tháng 2 năm 2016 | Becamex Bình Dương                                                                                   | 2-0 | XSKT Cần Thơ                             | Sân vận động Gò Đậu                            |  |
| 17:00               | Nguyễn Anh Đức 20' · Trịnh Quang Vinh 25' · Nsi Amougou 37' · Lê Tấn Tài 80' · Nguyễn Xuân Thành 90' |     | Trần Tân Đạt 52' · Nguyễn Công Thành 70' | Lượng khán giả: 8.000 Trọng tài: Võ Quang Vinh |  |

| 20 tháng 2 năm 2016 | SHB Đà Nẵng                                                            | 2-1 | Đồng Tháp                                                             | Sân vận động Chi Lăng                                   |  |
| 17:00               | Gastón Merlo 7' (ph.đ.), 20' · Đặng Anh Tuấn 90+2' · Lê Văn Hưng 90+3' |     | Hồ Trường Khang 6' · Trần Minh Lợi 62' (ph.đ.) · Nguyễn Trung Sơn 80' | Lượng khán giả: 13.000 Trọng tài: Hoàng Phạm Công Khanh |  |

| 21 tháng 2 năm 2016 | Sông Lam Nghệ An                                                           | 0-2 | Hải Phòng                 | Sân vận động Vinh                                |  |
| 16:00               | Hoàng Văn Khánh (5) 30'' · Salia (68) 35'' · Phạm Mạnh Hùng (15) 45'' 67'' |     | Lê Xuân Hùng (24) 3'' 8'' | Lượng khán giả: 13.000 Trọng tài: Hoàng Anh Tuấn |  |

| 21 tháng 2 năm 2016 | Than Quảng Ninh | 1-2 | Sanna Khánh Hòa | Sân vận động Cẩm Phả                               |  |
| 16:00               | Nguyễn Hải Huy (14) 72'' · Nguyễn Tến Duy (7) 22'' · Nguyễn Thanh Hiền (66) 45'+1' · Mạc Hồng Quân (17) 86'' · Dương Văn Khoa (2) 88'' · Nguyễn Huy Cường (19) 90'+1' |     | Uche Iheruome (77) 23'' · Cao Văn Triền (23) 63'' · Trần Văn Vũ (4) 46'' · Uche (77) 23'' · Trần Trọng Bình (3) 86'' | Lượng khán giả: 10.000 Trọng tài: Trần Xuân Nguyện |  |

| 21 tháng 2 năm 2016 | Long An                                        | 1-0 | QNK Quảng Nam            | Sân vận động Long An                           |  |
| 16:30               | Lê Văn Tân (39) 16'' · Huỳnh Tấn Tài (11) 80'' |     | Trần Mạnh Toàn (21) 18'' | Lượng khán giả: 8.000 Trọng tài: Nguyễn Đức Vũ |  |

| 21 tháng 2 năm 2016 | Hà Nội                                         | 0-5 | Hoàng Anh Gia Lai | Sân vận động Hàng Đẫy                            |  |
| 17:00               | Lê Ngọc Nam (23) 31'' · Đỗ Văn Thuận (14) 79'' |     | Vũ Văn Thanh (17) 74'' 76'' · Bùi Trần Vũ (26) 83'' · Nguyễn Phong Hồng Duy (7) 85'' · Nguyễn Văn Toàn (9) 87'' · Trần Hữu Đông Triều (5) 47'' | Lượng khán giả: 6.000 Trọng tài: Nguyễn Văn Kiên |  |

## Vòng 2
| 27 tháng 2 năm 2016 | Sanna Khánh Hòa BVN     | 0-2 | FLC Thanh Hóa                                                                                        | Sân vận động 19 tháng 8                      |  |
| 17:00               | Zarour Chaber (14) 90'' |     | Uvan Firer (10) 67'' · Pape Omar Faye (29) 82'' · Pape Omar Faye (29) 12'' · Trần Đình Đồng (3) 48'' | Lượng khán giả: 8.000 Trọng tài: Võ Minh Trí |  |

| 27 tháng 2 năm 2016 | XSKT Cần Thơ                                            | 2-0 | Sông Lam Nghệ An  | Sân vận động Cần Thơ                               |  |
| 17:00               | Oseni Ganiyu Bolaji (90) 21'' · Patiyo Tambwe (10) 41'' |     | Hồ Sỹ Sâm (8) 5'' | Lượng khán giả: 5.000 Trọng tài: Nguyễn Hiền Triết |  |

| 27 tháng 2 năm 2016 | Hà Nội T&T                                                                         | 0-1 | Than Quảng Ninh | Sân vận động Hàng Đẫy                          |  |
| 17:30               | Nguyễn Văn Dũng (4) 45'' · Nguyễn Văn Quyết (10) 58'' · Phạm Thành Lương (11) 88'' |     | Dyachenko Rodion Sergey (9) 66'' · Dyachenko Rodion Sergey (9) 66'' · Nguyễn Hải Huy (14) 71'' · Bùi Văn Hiếu (8) 85'' | Lượng khán giả: 5.000 Trọng tài: Võ Quang Vinh |  |

| 28 tháng 2 năm 2016 | Đồng Tháp                                           | 0-1 | Hà Nội | Sân vận động Cao Lãnh                              |  |
| 16:30               | Samson Kpenosen (23) 11'' · Trần Minh Lợi (19) 66'' |     | Trần Đức Trung (27) 45'+1' · Jean Eudes Maurice (10) 25'' · Mwesigwa Andrew (33) 87'' · Nguyễn Ngọc Duy (7) 90'+5' · Lê Ngọc Nam (23) 90'+5' | Lượng khán giả: 10.000 Trọng tài: Nguyễn Ngọc Châu |  |

| 28 tháng 2 năm 2016 | Hải Phòng | 5-0 | Long An                                              | Sân vận động Lạch Tray                             |  |
| 17:00               | Fagan (9) 45'+1' · Lê Văn Thắng 52'' 64'' · Vương Quốc Trung (19) 73'' · Anthony Stevens (10) 89'' · Phùng Văn Nhiên (16) 20'' · Đặng Khánh Lâm (17) 71'' · Lê Xuân Hùng (24) 78'' |     | Huỳnh Thiện Nhân (18) 16'' · Huỳnh Tấn Tài (11) 78'' | Lượng khán giả: 14.000 Trọng tài: Nguyễn Trọng Thư |  |

| 28 tháng 2 năm 2016 | Hoàng Anh Gia Lai              | 1-2 | SHB Đà Nẵng                                                                                      | Sân vận động Pleiku                               |  |
| 17:00               | Nguyễn Phong Hồng Duy (7) 72'' |     | Merlo Sebastian Gaston (19) 74'' 90'+3' · Châu Lê Phước Vĩnh (6) 33'' · James Horace (27) 45'+2' | Lượng khán giả: 10.000 Trọng tài: Phùng Đình Dũng |  |

| 18 tháng 5 năm 2016 | QNK Quảng Nam                                                                                                   | 2-1 | Becamex Bình Dương                               | Sân vận động Tam Kỳ                                    |  |
| 16:30               | Phan Thanh Hưng (19) 22' · Đinh Thanh Trung (7) 47' · Phan Thanh Hưng (19) 75' · Ogbuke Felix Onyedike (77) 88' |     | Nsi Amougou (21) 65' · Trịnh Quang Vinh (27) 59' | Lượng khán giả: 6,000 Trọng tài: Nguyễn Trung Kiên (B) |  |

## Vòng 3
| 5 tháng 3 năm 2016 | Sông Lam Nghệ An                                                                                                  | 3-3 | QNK Quảng Nam | Sân vận động Vinh                                      |  |
| 16:00              | Trần Phi Sơn (10) 44'' · Nguyễn Văn Vinh (13) 45'+2' · Odat Onoriode Marshal (11) 57'' · Trần Đình Hoàng (6) 62'' |     | Ogbuke Felix Onyedike (77) 24'' · Trần Mạnh Toàn (21) 47'' · Đinh Thanh Trung (7) 63'' · Hoàng Vissai (5) 6'' · Nguyễn Văn Hậu (12) 69'' · Phan Thanh Hưng (19) 73'' | Lượng khán giả: 8.500 Trọng tài: Nguyễn Trung Kiên (B) |  |

| 5 tháng 3 năm 2016 | SHB Đà Nẵng                                                | 1-0 | Sanna Khánh Hòa BVN                                                        | Sân vận động Chi Lăng                        |  |
| 17:00              | Merlo Sebastian Gaston (19) 84'' · Mai Thanh Nam (24) 79'' |     | Võ Út Cường (8) 49'' · Trần Trọng Bình (3) 56'' · Lê Cao Hoài An (17) 82'' | Lượng khán giả: 8.000 Trọng tài: Ngô Duy Lân |  |

| 5 tháng 3 năm 2016 | Hải Phòng                                                                           | 1-0 | XSKT Cần Thơ                                              | Sân vận động Lạch Tray                          |  |
| 17:00              | Errol Anthony Steven (10) 62'' · Đặng Khánh Lâm (17) 82'' · Đinh Xuân Việt (1) 88'' |     | Nguyễn Hiếu Trung Anh (32) 76'' · Patiyo Tambwe (10) 82'' | Lượng khán giả: 12.000 Trọng tài: Hoàng Ngọc Hà |  |

| 6 tháng 3 năm 2016 | Long An                                                                              | 1-1 | Becamex Bình Dương                                                                                           | Sân vận động Long An                              |  |
| 16:30              | Anzite T. Clovis Franklin (23) 15'' · Phạm Hoàng Lâm (3) 50'' · Lê văn Tân (39) 68'' |     | Trịnh Quang Vinh (27) 30'' · Nguyễn Tăng Tuấn (18) 63'' · Nguyễn Xuân Thành (16) 75'' · Lê Tấn Tài (14) 81'' | Lượng khán giả: 6.000 Trọng tài: Nguyễn Quốc Hùng |  |

| 6 tháng 3 năm 2016 | Hoàng Anh Gia Lai         | 0-0 | Than Quảng Ninh                                                                 | Sân vận động Pleiku                            |  |
| 17:00              | Nguyễn Văn Thắng (3) 18'' |     | Nghiêm Xuân Tú (77) 22'' · Nguyễn Tiến Duy (7) 48'' · Nguyễn Minh Tùng (5) 93'' | Lượng khán giả: 11.000 Trọng tài: Trần Văn Lập |  |

| 6 tháng 3 năm 2016 | Hà Nội T&T                                                              | 1-1 | Hà Nội                                               | Sân vận động Hàng Đẫy                            |  |
| 17:30              | Gonzalo Damian Marronkle (20) 56'' · Gonzalo Damian Marronkle (20) 63'' |     | Trương Công Thảo (19) 80'' · Hoàng Ngọc Hào (2) 85'' | Lượng khán giả: 4.000 Trọng tài: Trần Đình Thịnh |  |

| 18 tháng 5 năm 2016 | FLC Thanh Hóa | 4-0 | Đồng Tháp                                         | Sân vận động Thanh Hóa                            |  |
| 17:00               | Lê Quốc Phương (19) 6' · Pape Omar Faye (29) 31' · Hoàng Văn Bình (9) 63' · Hoàng Đình Tùng (2) 86' · Lưu Văn Hương (27) 46' · Hoàng Văn Bình (9) 64' |     | Phan Minh Tâm (39) 58' · Samson Kpenosen (23) 76' | Lượng khán giả: 4,000 Trọng tài: Nguyễn Trọng Thư |  |

## Vòng 4
| 10 tháng 3 năm 2016 | Becamex Bình Dương                                                            | 1-2 | Sông Lam Nghệ An                                                                                              | Sân vận động Gò Đậu                                 |  |
| 17:00               | Nsi Amougou (21) 61'' · Nguyễn Trọng Huy (23) 15'' · Nguyễn Anh Đức (11) 35'' |     | Odat Onoriode Marshal (11) 43'' 76'' · Ngọc Hải (45) 66'' · Nguyên Mạnh (1) 80'' · Hoàng Văn Khánh (5) 90'+5' | Lượng khán giả: 14.000 Trọng tài: Nguyễn Hiền Triết |  |

| 12 tháng 3 năm 2016 | Sanna Khánh Hòa BVN | 1-0 | Hà Nội T&T                                                                                            | Sân vận động 19 tháng 8                                |  |
| 17:00               | Phan Viết Đàn (31) 12'' · Phan Viết Đàn (31) 28'' · Nguyễn Tấn Tài (19) 42'' · Uche (77) 45'+1' · Nguyễn Tấn Điền (39) 66'' · Cao Văn Triển (23) 74'' |     | Phạm Thành Lương (11) 26'' · Gonzalo (20) 69'' · Đỗ Duy Mạnh (28) 80'' · Nguyễn Văn Quyết (10) 90'+4' | Lượng khán giả: 7.000 Trọng tài: Hoàng Phạm Công Khanh |  |

| 12 tháng 3 năm 2016 | Than Quảng Ninh                                  | 2-4 | FLC Thanh Hóa | Sân vận động Cẩm Phả                          |  |
| 16:00               | Vũ Minh Tuấn (6) 43'' · Dyachenko R S (9) 47'' · |     | Ivan Firer (10) 29'' 77'' · Ngô Hoàng Thịnh (7) 62'' · Pape Omar Faye (29) 82'' · Đào Văn Phong (15) 21'' · Trần Đình Đồng (3) 42'' | Lượng khán giả: 11.000 Trọng tài: Võ Minh Trí |  |

| 12 tháng 3 năm 2016 | QNK Quảng Nam             | 0-1 | Hải Phòng                                    | Sân vận động Tam Kỳ                               |  |
| 17:00               | Phan Thanh Hưng (19) 10'' |     | Diego Fagan (9) 63'' · Lê Văn Thắng (8) 79'' | Lượng khán giả: 10.000 Trọng tài: Trần Đình Thịnh |  |

| 13 tháng 3 năm 2016 | Đồng Tháp | 2-1 | Hoàng Anh Gia Lai              | Sân vận động Cao Lãnh                          |  |
| 16:30               | Marko Simic (77) 15'' · Samson Kpenosen (23) 45'' · Marko Simic (77) 17'' · Hoàng Công Thuận (9) 50'' · Hồ Trường Khang (3) 68'' · Phạm Đức Anh (24) 90'+3' · Samson Kpenosen (23) 90'+5' |     | Hồ Trường Khang (3) 16'' (O.g) | Lượng khán giả: 8.000 Trọng tài: Võ Quang Vinh |  |

| 13 tháng 3 năm 2016 | XSKT Cần Thơ                                                                   | 2-1 | Long An                                                                  | Sân vận động Cần Thơ                           |  |
| 17:00               | Patiyo Tambwe (10) 50'' · Nguyễn Quang Tình (17) 74'' · Lê Thế Cường (14) 81'' |     | Phan Tấn Tài (24) 33'' · Lê Văn Tân (39) 40'' · Wasiu Akanni Sunday (99) | Lượng khán giả: 4.000 Trọng tài: Nguyễn Đức Vũ |  |

| 13 tháng 3 năm 2016 | Hà Nội | 3-0 | SHB Đà Nẵng                                       | Sân vận động Hàng Đẫy                            |  |
| 17:00               | Trịnh Duy Long (9) 62'' · Trương Công Thảo (19) 77'' · Jean Eudes Maurice (10) 92'' · Trịnh Duy Long (9) 43'' |     | Võ Hoàng Quảng (5) 35'' · Mai Thanh Nam (24) 79'' | Lượng khán giả: 4.000 Trọng tài: Nguyễn Văn Kiên |  |

## Vòng 5
| 10 tháng 4 năm 2016 | Sông Lam Nghệ An                                                                 | 1-0 | Sài Gòn FC                                            | Sân vận động Vinh                            |  |
| 16:00               | Odat Onoriode Marshal (11) 30'' · Võ Ngọc Toàn (7) 32'' · Quế Ngọc Hải (45) 42'' |     | Nguyễn Quốc Long (22) 26'' · Nguyễn Ngọc Duy (7) 77'' | Lượng khán giả: 5,000 Trọng tài: Ngô Duy Lân |  |

| 10 tháng 4 năm 2016 | QNK Quảng Nam                                                 | 2-0 | FLC Thanh Hóa                                                                                            | Sân vận động Tam Kỳ                              |  |
| 16:30               | Suleiman Abdullahi (99) 13'' 75'' · Phan Thanh Hưng (19) 92'' |     | Mai Tiến Thành (17) 61'' · Đào Văn Phong (15) 75'' · Pape Omar Faye (29) 85'' · Hoàng Đình Tùng (2) 88'' | Lượng khán giả: 4,000 Trọng tài: Phùng Đình Dũng |  |

| 10 tháng 4 năm 2016 | Sanna Khánh Hòa BVN                                               | 2-0 | Long An                                                        | Sân vận động 19 tháng 8                       |  |
| 17:00               | Nguyễn H. Quốc Chí (13) 62'' · Uche (77) 70'' · Út Cường (8) 72'' |     | Thiện Nhân (18) 8'' · Thành Trung (4) 70'' · Tấn Tài (11) 70'' | Lượng khán giả: 7,000 Trọng tài: Võ Quốc Hùng |  |

| 10 tháng 4 năm 2016 | SHB Đà Nẵng                   | 1-0 | Than Quảng Ninh                                       | Sân vận động Chi Lăng                        |  |
| 17:00               | Nguyễn Tiến Duy (OG) (7) 69'' |     | Nguyễn Huy Cường (19) 37'' · Trịnh Hoa Hùng (12) 52'' | Lượng khán giả: 8,000 Trọng tài: Võ Minh Trí |  |

| 10 tháng 4 năm 2016 | XSKT Cần Thơ | 4-1 | Đồng Tháp | Sân vận động Cần Thơ                              |  |
| 17:00               | Đinh Hoàng Max (28) 3'' · Diệp Hoài Xuân (OG) (2) 39'' · Oseni G.Bolaji (90) 49'' · Patiyo Tambwe (10) 86'' · Nguyễn Quang Tình (17) 63'' · Lê Thế Cường (14) 69'' |     | Marko Simic (77) 14'' · Marko Simic (77) 9'' · Lê Hữu Phát (19) 54'' · Trần Minh Lợi (19) 54'' · Nguyễn Đồng Tháp (66) 74'' | Lượng khán giả: 4,000 Trọng tài: Nguyễn Ngọc Châu |  |

| 10 tháng 4 năm 2016 | Hải Phòng                                                                                       | 4-2 | Hoàng Anh Gia Lai                                                                                   | Sân vận động Lạch Tray                         |  |
| 17:00               | Lê Xuân Hùng (24) 20'' · Errol Anthony Stevens (10) 30'' 58'' 72'' · Nguyễn Hồng Việt (21) 45'' |     | Moreira J. Osmar Francisco (23) 45'+1' 70'' · Nguyễn H. Anh Tài (28) 58'' · Phạm Văn Tiến (22) 71'' | Lượng khán giả: 15,000 Trọng tài: Trần Văn Lập |  |

| 10 tháng 4 năm 2016 | Hà Nội T&T                                                                                      | 1-2 | Becamex Bình Dương | Sân vận động Hàng Đẫy                            |  |
| 17:30               | Victor Manuel Ormazabal (8) 71'' · Phạm Văn Thành (9) 51'' · Victor Manuel Ormazabal (8) 90'+2' |     | Oloya Moses (8) 5'' · Nsi Amougou (21) 62'' · Âu Văn Hoàn (2) 2'' · Đặng Văn Thành (15) 61'' · Đặng Văn Robert (6) 74'' · Nguyễn Xuân Thành (16) 80'' | Lượng khán giả: 5,000 Trọng tài: Nguyễn Văn Kiên |  |

## Vòng 6
| 15 tháng 4 năm 2016 | Becamex Bình Dương | 3-1 | Sanna Khánh Hòa BVN                                                            | Sân vận động Gò Đậu                                |  |
| 17:00               | Oloya Moses (8) 32'' · Nguyễn Anh Đức (11) 43'' · Trần Duy Khánh (12) 87'' · Lê Tấn Tài (14) 45'+1' · Trương Đình Luật (20) 82'' |     | Phan Viết Đàn (31) 90'+3' · Cao Văn Triền (23) 27'' · Trần Trọng Bình (3) 54'' | Lượng khán giả: 3,000 Trọng tài: Nguyễn Hiền Triết |  |

| 16 tháng 4 năm 2016 | Long An                                                                                        | 2-5 | Hà Nội T&T | Sân vận động Long An                           |  |
| 16:30               | Sunday (99) 52'' · Lê Văn Tân (39) 59'' · Huỳnh Thuận Nhân (18) 46'' · Phạm Hoàng Lâm (3) 84'' |     | Đỗ Hùng Dũng (88) 13'' · Hoàng Vũ Samson (39) 15'' 55'' · Gonzalo (20) 30'' 45'' · Nguyễn Đại Đồng (2) 8'' · Nguyễn Thành Chung (16) 69'' | Lượng khán giả: 4,000 Trọng tài: Võ Quang Vinh |  |

| 16 tháng 4 năm 2016 | Đồng Tháp                                         | 0-1 | Hải Phòng             | Sân vận động Cao Lãnh                            |  |
| 16:30               | Lương Văn Được Em (17) 70'' · Lê Hải Anh (5) 89'' |     | Errol Anthony Stevens | Lượng khán giả: 6,000 Trọng tài: Trần Đình Thịnh |  |

| 16 tháng 4 năm 2016 | Than Quảng Ninh | 3-1 | Sông Lam Nghệ An                                  | Sân vận động Cẩm Phả                              |  |
| 18:00               | Dyachenko (9) 52'' · Vũ Minh Tuấn (6) 66'' · Ngô Đức Thắng (38) 90'' · Mạc Hồng Quân (17) 40'' · Vũ Minh Tuấn (6) 67'' |     | Odat Marshal (11) 18'' · Phạm Xuân Mạnh (26) 87'' | Lượng khán giả: 9,000 Trọng tài: Nguyễn Trọng Thư |  |

| 17 tháng 4 năm 2016 | FLC Thanh Hóa | 3-1 | SHB Đà Nẵng                                                      | Sân vận động Thanh Hóa |  |
| 17:00               | Lê Quốc Phương (19) 51'' · Lê Thanh Bình (18) 89'' · Hoàng Đình Tùng (2) 90'+4' · Mai Tiến Thành (17) 40'' · Trần Đình Đồng (3) 56'' · Lê Thanh Bình (18) 60'' 90'' |     | Merlo Sebastian Gaston (19) 81'' · Trần Hải Lâm (15) 34'' 90'+2' |                        |  |

| 17 tháng 4 năm 2016 | Hoàng Anh Gia Lai                                                            | 2-1 | XSKT Cần Thơ                                         | Sân vận động Pleiku                              |  |
| 17:00               | Trần Minh Vương (11) 67'' · Osmar Francisco (23) 86'' · Trần Minh Vương (11) |     | Lê Thế Cường (14) 42'' · Nguyễn Công Thành (71) 79'' | Lượng khán giả: 12,000 Trọng tài: Hoàng Anh Tuấn |  |

| 17 tháng 4 năm 2016 | Sài Gòn FC                                             | 0-0 | QNK Quảng Nam | Sân vận động Thống Nhất                        |  |
| 17:00               | Thân Thành Tín (26) 37'' · Nguyễn Xuân Dương (20) 78'' |     |               | Lượng khán giả: 8,000 Trọng tài: Nguyễn Đức Vũ |  |

## Vòng 7
| 23 tháng 4 năm 2016 | QNK Quảng Nam                                    | 1-1 | Sanna Khánh Hòa BVN                                                                                    | Sân vận động Tam Kỳ                           |  |
| 16:30               | Hà Minh Tuấn (9) 88'' · Nguyễn Văn Hậu (12) 32'' |     | Trần Văn Vũ (4) 13'' · Uche Iheruome (77) 55'' · Trần Đình Khương (9) 56'' · Nguyễn Tấn Điền (39) 80'' | Lượng khán giả: 3,500 Trọng tài: Hà Anh Chiến |  |

| 23 tháng 4 năm 2016 | XSKT Cần Thơ | 5-2 | FLC Thanh Hóa | Sân vận động Cần Thơ                              |  |
| 17:00               | Patiyo Tambwe (10) { 13'' 70'' · Lê Thế Cường (14) 22'' · Oseni Ganiyu Bolaji (90) 77'' · Nguyễn Quang Tình (17) 80'' · Quế Ngọc Mạnh (29) 40'' · Trần Tấn Đạt (4) 45'' · Đinh Hoàng Max (28) 53'' · Nguyễn Văn Quân (22) 57'' |     | Lê Quốc Phương (19) 45'+1' · Nguyễn Vũ Hoàng Dương (11) 90'+1' · Ivan Firer (10) 13'' · Nguyễn Thế Dương (16) 41'' · Trịnh Văn Lợi (26) 74'' | Lượng khán giả: 4,000 Trọng tài: Nguyễn Trọng Thư |  |

| 23 tháng 4 năm 2016 | Hải Phòng | 2-1 | Than Quảng Ninh                                                                  | Sân vận động Lạch Tray                          |  |
| 17:00               | Nguyễn Đình Bảo (27) 15'' · Lê Văn Thắng (8) 27'' · Andre Diego Fagan (9) 83'' · Errol Anthony Steven (10) 86'' · Vương Quốc Trung (19) (2TV) 21'' 64'' |     | Vũ Minh Tuấn (6) 65'' · Nguyễn Thanh Hiên (66) 45'' · Nguyễn Huy Cường (19) 87'' | Lượng khán giả: 19,000 Trọng tài: Hoàng Ngọc Hà |  |

| 24 tháng 4 năm 2016 | Đồng Tháp | 2-5 | Hà Nội T&T                                                                                                | Sân vận động Cao Lãnh                             |  |
| 16:30               | Samson Kpenosen (23) 47'' · Marko Simic (77) 64'' · Phan Minh Tâm (39) 58'' · Nguyễn Thiện Chí (11) 69'' · Samson Kpenosen (23) 82'' · Trần Minh Lợi (19) 90'+2' |     | Đỗ Hùng Dũng (88) 11'' · Gonzalo Damian Marronkle (20) 35'' · Hoàng Vũ Olaleya Samson (39) 54'' 74'' 86'' | Lượng khán giả: 4,000 Trọng tài: Trần Xuân Nguyện |  |

| 24 tháng 4 năm 2016 | Hoàng Anh Gia Lai                                   | 0-0 | Sông Lam Nghệ An                                          | Sân vận động Pleiku                                     |  |
| 17:00               | Dương Văn Pho (29) 72'' · Nguyễn Văn Thắng (3) 77'' |     | Nguyễn Văn Vinh (13) 12'' · Quế Ngọc Hải (45) 65'' 90'+3' | Lượng khán giả: 13,000 Trọng tài: Nguyễn Trung Kiên (B) |  |

| 24 tháng 4 năm 2016 | Sài Gòn FC | 3-1 | Long An                                                                                              | Sân vận động Thống Nhất                       |  |
| 17:00               | Jean-Eudes Maurice (10) 57'' · Ngân Văn Đại (29) 63'' · Nguyễn Ngọc Duy (7) 82'' · Nguyễn Ngọc Duy (7) 72'' 89'' |     | Lê Văn Tân (39) 83'' · Lê Văn Tân (39) 45'+2' · Phạm Thanh Cường (19) 81'' · Huỳnh Tấn Tài (11) 31'' | Lượng khán giả: 6,000 Trọng tài: Trần Văn Lập |  |

| 25 tháng 4 năm 2016 | SHB Đà Nẵng | 1-1 | Becamex Bình Dương                                                           | Sân vận động Chi Lăng                                   |  |
| 17:00               | Nguyễn Thanh Hải (7) 66'' · Phạm Trọng Hóa (36) 45'' · Nguyễn Thanh Hải (7) 73'' · Phạm Nguyên Sa (14) 80'' · Lê Văn Hưng (25) 88'' · Phan Văn Long (11) 90'+2' |     | Nguyễn Anh Đức (11) 29'' · Âu Văn Hoàn (2) 88'' · Trần Văn Học (4) 36'' 83'' | Lượng khán giả: 10,000 Trọng tài: Hoàng Phạm Công Khanh |  |

## Vòng 8
| 30 tháng 4 năm 2016 | Sanna Khánh Hòa BVN                                                             | 0-2 | Sài Gòn FC                                                          | Sân vận động 19 tháng 8                          |  |
| 17:00               | Trịnh Duy Long (9) 32' 68' · Trần Đình Khương (9) 83' · Trần Trọng Bình (3) 84' |     | Trương Công Thảo (19) 68' · Nguyễn Xuân Dương (20) (2TV) 58' 90'+4' | Lượng khán giả: 5,000 Trọng tài: Trần Đình Thịnh |  |

| 30 tháng 4 năm 2016 | Hải Phòng                                                                     | 0-0 | Becamex Bình Dương                         | Sân vận động Lạch Tray                          |  |
| 17:00               | Vũ Thanh Tùng (12) 30' · Errol Anthony Stevens (10) 40' · Lê Văn Phú (18) 79' |     | Nsi Amougou (21) 46' · Lê Tấn Tài (14) 74' | Lượng khán giả: 28,000 Trọng tài: Võ Quang Vinh |  |

| 30 tháng 4 năm 2016 | Than Quảng Ninh                                                                          | 4-0 | Đồng Tháp | Sân vận động Cẩm Phả                             |  |
| 18:00               | Nguyễn Minh Tùng (5) 15' · Dyachenko Rodion Sergey (9) 30' 37' · Nghiêm Xuân Tú (77) 36' |     |           | Lượng khán giả: 7,000 Trọng tài: Phùng Đình Dũng |  |

| 1 tháng 5 năm 2016 | Sông Lam Nghệ An                                                                | 1-1 | Long An                                        | Sân vận động Vinh                               |  |
| 16:00              | Odat Onoriode Marshal (11) 47' · Trần Đình Hoàng (6) 67' · Võ Ngọc Toàn (7) 85' |     | Sunday (99 - pen) 78' · Trần Hoài Nam (22) 53' | Lượng khán giả: 7,000 Trọng tài: Hoàng Anh Tuấn |  |

| 1 tháng 5 năm 2016 | XSKT Cần Thơ                                                       | 0-1 | QNK Quảng Nam                                                                 | Sân vận động Cần Thơ                         |  |
| 17:00              | Đinh Thanh Trung (7) · Trần Chí Công (2) 46' · Vũ Anh Tuấn (9) 49' |     | Suleiman Abdullahi (99) 33' · Hoàng Vissai (5) 48' · Nguyễn Huy Hùng (29) 85' | Lượng khán giả: 6,000 Trọng tài: Võ Minh Trí |  |

| 1 tháng 5 năm 2016 | FLC Thanh Hóa                                                                   | 2-1 | Hoàng Anh Gia Lai | Sân vận động Thanh Hóa                          |  |
| 17:00              | Pape Omar Faye (29) 23' · Trần Đình Đồng (3) 90'+1' · Nguyễn Thế Dương (16) 77' |     | Moreira J. Osmar Francisco (23) 64' · Moreira J. Osmar Francisco (23) 64' · Tạ Thái Học (20) 80' · Vũ Văn Thanh (17) 84' | Lượng khán giả: 11,000 Trọng tài: Nguyễn Đức Vũ |  |

| 1 tháng 5 năm 2016 | Hà Nội T&T | 2-1 | SHB Đà Nẵng                                             | Sân vận động Hàng Đẫy                            |  |
| 17:30              | Hoàng Vũ Samson (39) 77' · Phạm Thành Lương (11) 87' · Nguyễn Thành Chung (16) 67' · Sầm Ngọc Đức (7) 85' · Phạm Đức Huy (29) 93' |     | Merlo Sebastian Gaston (19) 90' · James Horace (27) 44' | Lượng khán giả: 3,000 Trọng tài: Nguyễn Văn Kiên |  |

## Vòng 9
| 7 tháng 5 năm 2016 | QNK Quảng Nam                                                                | 1-1 | SHB Đà Nẵng                                    | Sân vận động Tam Kỳ                          |  |
| 16:30              | Phan Thanh Hưng (19) 17' · Đoàn Hùng Sơn (11) 21' · Phan Thanh Hưng (19) 42' |     | James Horase (27) 23' · Mai Thanh Nam (24) 16' | Lượng khán giả: 5,000 Trọng tài: Ngô Duy Lân |  |

| 7 tháng 5 năm 2016 | Long An | 2-1 | Đồng Tháp                                                                                      | Sân vận động Long An                           |  |
| 17:00              | Nguyễn Tài Lộc (17) 35' · Wasiu A Sunday (99) 55' · Phạm Hoàng Lâm (3) 11' · Trần Huỳnh Lân (15) 68' · Huỳnh Quang Thanh (20) 85' · Huỳnh Thiện Nhân (18) 95' |     | Marko Simic (77) 38' · Marko Simic (77) 39' · Phan Minh Tâm (39) 59' · Hồ Trường Khang (3) 93' | Lượng khán giả: 3,000 Trọng tài: Nguyễn Đức Vũ |  |

| 7 tháng 5 năm 2016 | Sanna Khánh Hòa BVN        | 2-0 | XSKT Cần Thơ                                  | Sân vận động 19 tháng 8                           |  |
| 18:00              | Uche Iheruome (77) 81' 89' |     | Patyyo Tambwe (10) 62' · Trần Tấn Đạt (4) 77' | Lượng khán giả: 5,000 Trọng tài: Nguyễn Ngọc Châu |  |

| 7 tháng 5 năm 2016 | Than Quảng Ninh                                                   | 1-0 | Sài Gòn FC               | Sân vận động Cẩm Phả                              |  |
| 16:00              | Vũ Minh Tuấn (6) 88' · Lê Tuấn Tú (35) 67' · Vũ Minh Tuấn (6) 92' |     | Mwesigwa Andrew (33) 88' | Lượng khán giả: 8,000 Trọng tài: Nguyễn Trọng Thư |  |

| 8 tháng 5 năm 2016 | FLC Thanh Hóa                                                                                            | 2-2 | Sông Lam Nghệ An | Sân vận động Thanh Hóa                         |  |
| 17:00              | Ngô Hoàng Thịnh (7) 62' · Pape Omar Fayer (29) 90' · Ngô Hoàng Thịnh (7) 46' · Nguyễn Thế Dương (16) 58' |     | Ouattra Balba Salia (68) 39' · Nguyễn Văn Vinh (13) 47' · Võ Ngọc Đức (3) 8' · Trần Phi Sơn (10) 62' · Trần Nguyên Mạnh (1) 84' · Phạm Mạnh Hùng (15) 95' | Lượng khán giả: 10,000 Trọng tài: Hà Anh Chiến |  |

| 8 tháng 5 năm 2016 | Becamex Bình Dương | 5-0 | Hoàng Anh Gia Lai | Sân vận động Thanh Hóa                            |  |
| 17:00              | Lê Công Vinh (28) 14' 54' · Trịnh Quang Vinh (27) 31' · Olya Moses (8) 44' · Nsi Amougou (21) 90' · Lê Công Vinh (28) 15' · Lê Tấn Tài (14) 65' |     |                   | Lượng khán giả: 7,500 Trọng tài: Nguyễn Quốc Hùng |  |

| 8 tháng 5 năm 2016 | Hà Nội T&T | 2-1 | Hải Phòng | Sân vận động Hàng Đẫy                              |  |
| 17:30              | Hoàng Vũ Samson (39) 33'' 93' · Nguyễn Đại Đồng (2) 59' · Gonzalo D. Marronkle (20) 65' · Victor M.Ormazabal (8) 87' · Hoàng Vũ Samson (39) 93' |     | Errol Anthony Stevens (10) 75' · Nguyễn Anh Hùng (20) 42' · Errol Anthony Stevens (10) 52' · Lê Văn Thắng (8) 64' · Đặng Quang Huy (14) 80' | Lượng khán giả: 9,500 Trọng tài: Nguyễn Hiền Triết |  |

## Vòng 10
| 13 tháng 5 năm 2016 | Đồng Tháp | 1-2 | Becamex Bình Dương | Sân vận động Cao Lãnh                                  |  |
| 16:30               |           |     |                    | Lượng khán giả: 5,000 Trọng tài: Hoàng Phạm Công Khanh |  |

| 13 tháng 5 năm 2016 | QNK Quảng Nam | 1-1 | Than Quảng Ninh | Sân vận động Tam Kỳ                              |  |
| 16:30               |               |     |                 | Lượng khán giả: 3,000 Trọng tài: Phùng Đình Dũng |  |

| 14 tháng 5 năm 2016 | SHB Đà Nẵng | 1-1 | Sông Lam Nghệ An | Sân vận động Chi Lăng                           |  |
| 17:00               |             |     |                  | Lượng khán giả: 14,000 Trọng tài: Hoàng Ngọc Hà |  |

| 14 tháng 5 năm 2016 | Sài Gòn FC | 3-1 | FLC Thanh Hóa | Sân vận động Thống Nhất                          |  |
| 17:00               |            |     |               | Lượng khán giả: 7,000 Trọng tài: Trần Đình Thịnh |  |

| 15 tháng 5 năm 2016 | Hải Phòng | 2-0 | Sanna Khánh Hòa BVN | Sân vận động Lạch Tray                         |  |
| 17:00               |           |     |                     | Lượng khán giả: 17,000 Trọng tài: Trần Văn Lập |  |

| 15 tháng 5 năm 2016 | Hoàng Anh Gia Lai | 3-2 | Long An | Sân vận động Pleiku                              |  |
| 17:00               |                   |     |         | Lượng khán giả: 7,000 Trọng tài: Nguyễn Văn Kiên |  |

| 15 tháng 5 năm 2016 | XSKT Cần Thơ | 3-0 | Hà Nội T&T | Sân vận động Cần Thơ                             |  |
| 17:00               |              |     |            | Lượng khán giả: 7000 Trọng tài: Nguyễn Ngọc Châu |  |

## Vòng 26
| 18 tháng 9 năm 2016 | Hà Nội T&T                                                     | 2-0 | FLC Thanh Hóa                                 | Sân vận động Hàng Đẫy                           |  |
| 16:30               | Gonzalo D. Marronkle (20) 16' 90+3' 27' · Đỗ Hùng Dũng (88) 6' |     | Lê Bật Hiếu (45) 30' · Hoàng Văn Bình (9) 81' | Lượng khán giả: 12,000 Trọng tài: Foo Chuan Hui |  |

| 18 tháng 9 năm 2016 | Sannna Khánh Hoà BVN                                                           | 3-1 | Than Quảng Ninh                                                                                           | sân vận động Nha Trang                       |  |
| 16:30               | Uche Iheruome (77) 12' 27' · Cao Văn Triền (23) 84' · Zarour Chaher (14) 90+3' |     | Ngô Đức Thắng (38) 82' · Nguyễn Tiến Duy (7) 2' · Nghiêm Xuân Tú (77) 55' · Trịnh Hoa Hùng (12) 81' 90+4' | Lượng khán giả: 3,000 Trọng tài: Võ Minh Trí |  |

| 18 tháng 9 năm 2016 | QNK Quảng Nam                                                                        | 6-2 | Long An                                                                             | sân vận động Tam Kỳ                               |  |
| 16:30               | D. R. R. Claudecer (89) 8', 71', 82' · Diao Sadio (10) 31' · Nguyễn Anh Tuấn(28) 51' |     | Dương Anh Tú (7) 36' (o.g.) 42' · Nguyễn Tài Lộc (17) 63' · Trần Mạnh Toàn (21) 25' | Lượng khán giả: 1,500 Trọng tài: Nguyễn Ngọc Châu |  |

| 18 tháng 9 năm 2016 | Đồng Tháp                                     | 0-4 | SHB Đà Nẵng                                          | Sân vận động Cao Lãnh                              |  |
| 16:30               | Lê Hữu Phát (27) 44' · Vũ Xuân Cường (33) 68' |     | Gastón Merlo 10', 27', 42' · Hoàng Minh Tâm (12) 17' | Lượng khán giả: 1,000 Trọng tài: Nguyễn Hiền Triết |  |

| 18 tháng 9 năm 2016 | XSKT Cần Thơ                                          | 0-0 | Becamex Bình Dương | Sân vận động Cần Thơ                              |  |
| 16:30               | Nguyễn Quang Tình (17) 39' · Nguyễn Văn Quân (22) 44' |     |                    | Lượng khán giả: 3,000 Trọng tài: Nguyễn Trọng Thư |  |

| 18 tháng 9 năm 2016 | Hải Phòng                                                                                                   | 3-0 | Sông Lam Nghệ An | Sân vận động Lạch Tray                                |  |
| 16:30               | Lê Văn Thắng (8) 55' · Errol Anthony Stevens (10) 58' · Andre Diego Fagan (9) 75' · Đặng Khánh Lâm (17) 90' |     |                  | Lượng khán giả: 28,000 Trọng tài: Mongkolchai Pechsri |  |

| 18 tháng 9 năm 2016 | Hoàng Anh Gia Lai                                                                         | 1-3 | Sài Gòn | Sân vận động Pleiku                               |  |
| 16:30               | Nguyễn Văn Toàn (9) 63' · A Hoàng (71) 29' · Lê Đức Lương (61) 40'; Vũ Văn Thanh (17) 71' |     | Trương Công Thảo (19) 6' · Nguyễn Ngọc Duy (7) 45+2' · C.E.D. Santos Lima (60) 85' Nguyễn Xuân DƯơng (20) 41'; Nguyễn Quốc Long (22) 78'; Thân Thành Tín (26) 82' | Lượng khán giả: 3,000 Trọng tài: Nguyễn Trọng Thư |  |